# 필살 사치인
《필살 사치인》(일본어: 必殺仕置人 힛사쓰 시오키닌[*])은 1973년 4월 21일부터 1973년 10월 13일까지 일본 TV 아사히에서 매주 토요일 밤 10시부터 10시 55분까지 방송된 사극이다. 《필살 시리즈》의 2번째 작품으로서 총 26화로 구성되어 있다. 《필살 시리즈》 중에서도 가장 인기있는 작품 가운데 하나로 여겨진다.

## 출연
- 야마자키 츠토무
- 오키 마사야
- 후지타 마코토